# Святослав (Логин)
Архиепископ Святослав (бел. Япіскап Святаслаў, в миру Вячеслав Вячеславович Логин, бел. Вячаслаў Вячаслававіч Логін; род. 26 ноября 1964, Чернигов, УССР, СССР) — предстоятель  Белорусской автокефальной православной церкви, архиепископ Новогрудский.

## Биография
Родился 26 ноября 1964 года в Чернигове в белорусской семье. Окончил Киевский политехнический институт, работал инженером.
В начале 1990-х годов присоединился к неканонической Украинской православной церкви Киевского Патриархата и в 1994 году поступил в Киевскую духовную семинарию, которую окончил в 1999 году.
С 1999 по 2000 годы учился на теологическом факультете Манитобского университета в Канаде.
В 2000 году был рукоположен в сан диакона и священника Белорусской автокефальной православной церкви, затем получил назначение в храм Святого Кирилла Туровского в Торонто в Канаде.
С 2002 по 2004 годы являлся настоятелем храма в честь Жировичской иконы Божией Матери в городе Хайленд Парк в Нью-Джерси (США).
В 2005—2006 годы являлся настоятелем собора Святого Кирилла Туровского в Нью-Йорке.
В 2006 году Церковным Советом Белорусской автокефальной православной церкви был избран кандидатом на рукоположение во епископа.
В 2007 году был вновь назначен настоятелем храма Святого Кирилла Туровского в Торонто, а в 2008 году принял монашеский постриг с именем Святослав.
24 сентября 2007 года архиепископом Уманским и Детроитским Александром (Быковцом) из Украинской автокефальной православной церкви был возведен в достоинство игумена и архимандрита.
10 мая 2008 года в Кафедральном Соборе св. Кирилла Туровского в Бруклине состоялась его наречение во епископа, которую совершили: архиепископ Уманский и Детройтский Александр (Быковец) (УАПЦ), епископ Хьюстонский и Техасский Макарий (Херринг) (УАПЦ) при участии иерарха Киевского Патриархата епископа Бориспольского Паисия (Дмоховского).
11 мая 2008 года рукоположён во епископа Новогрудского. Хиротонию совершили иерархи Украинской автокефальной православной церкви: архиепископ Уманский и Детроитский Александр (Быковец), епископ Хьюстонский и Техасский Макарий (Херринг), епископ Бориспольский Паисий (Дмоховский).
После хиротонии епископ Святослав был избран администратором Белорусской автокефальной православной церкви.
В ноябре 2020 года Белорусская автокефальная православная церковь отлучила от церкви и предала анафеме Александра Лукашенко как «одержимого дьяволом». Решение было принято в канадском городе Торонто архиепископом Святославом во время богослужения в соборе Святого Кирилла Туровского. В тексте заявления говорится, что белорусский президент совершает беззаконие, преследует и убивает православных и других жителей. Особенно подчёркивается, что он и его союзники совершают «кровавые расправы» над мирным населением в «многострадальной Беларуси», а самого Лукашенко архиепископ Святослав называет «бывшим президентом», «палачом», «самозванцем». Одним из его богоборческих деяний называется уничтожение десятков поклонных крестов над братскими могилами расстрелянных большевиками белорусов в урочище Куропаты.